# Hermanas de la Caridad del Verbo Encarnado
Las Congregación de las Hermanas de la Caridad del Verbo Encarnado es un Instituto religioso femenino de la Iglesia católica, fundado en 1869 por Claudio María Dubuis, con el fin de actualizar, según sus constituciones, el amor misericordioso del Verbo Encarnado, es decir de Jesucristo hecho hombre según la concepción cristiana de ese misterio, a través de la promoción de la dignidad humana.

## Historia

### Orígenes
Monseñor Claudio María Dubuis, escribió a Marie Angelique, Superiora de la Orden del Verbo Encarnado en Lyon, Francia, solicitando religiosas que atendieran y cuidaran a los enfermos e innumerables niños que sufrían en Texas. Dubuis escribió: Nuestro Señor Jesucristo sufriendo en una multitud de enfermos y desvalidos de todas las clases, espera el alivio de sus manos... El Verbo Encarnado pide este favor a sus hijas por le ministerio de su pobre servidor (21 de septiembre de 1866). (Constituciones de las Hermanas de la Caridad del Verbo Encarnado, pp. ii.)

### Congregación de Galveston
Marie Angelique, movida por la petición de Dubuis, aceptó en el noviciado a tres jóvenes que trabajaban en el hospital de Lyon con el fin de enviarlas a la misión requerida. Los nombres de las hermanas eran María Blandina de Jesús Mathelin, María Josefa de Jesús Roussin e María Ángela de Jesús Escudé. El 23 de septiembre de 1866 recibieron el hábito en la capilla del convento de las hermanas de la Orden del Verbo Encarnado, poco tiempo después partieron a Galveston.
El 1 de abril de 1867 las hermanas abrieron la St. Mary's Infirmary, el primer hospital católico de Texas. Por causa de las graves enfermades que tuvieron que atender, dos de las cofundadoras, Mathelin y Escudé, murieron en 1867. 
La Congregación recibió la aprobación definitiva en 1916. Aunque si desde un principio las actividades de la congregación se limitaban específicamente a la atención de enfermos en los hospitales, en 1948 abrieron una institución educativa, sumando a ello las actividades en los orfanatos. En 1963 ampliaron su labor con la apertura de la primera misión, fuera de los Estados Unidos, en Guatemala. 

### Congregación de San Antonio
De una casa fundada en San Antonio, Texas (Estados Unidos), en 1869 se inició una rama autónoma de la congregación, las Hermanas de la Caridad del Verbo Encarnado de San Antonio, el cual se difundió rápidamente por México y obtuvo la aprobación pontificia el 26 de abril de 1905.

## Actividades y difusión
Las Hermanas del Verbo Encarnado se dedican a las actividades educativas y socio sanitarias. De todas sus instituciones destaca el Hospital de Santa María en Galveston, Texas (Estados Unidos).
La congregación de Galveston cuenta con unas 171 religiosas distribuidas en 29 conventos en Estados Unidos, El Salvador, Guatemala, Irlanda y Kenia. Su sede general se encuentra en Houston (Estados Unidos).
La congregación de San Antonio por su parte, cuenta con unas 379 religiosas repartidas en 127 conventos en Estados Unidos, México, Guatemala, Perú, Irlanda y Zambia.